# 1521 en science
| Années de la science : 1518 - 1519 - 1520 - 1521 - 1522 - 1523 - 1524    |
| Décennies de la science : 1490 - 1500 - 1510 - 1520 - 1530 - 1540 - 1550 |

Cet article présente les faits marquants de l'année 1521 en science.

## Événements

Cartographie de la circumnavigation de Fernand de Magellan et de Juan Sebastián Elcano.

- Janvier : le navigateur Fernand de Magellan observe les nuages de Magellan durant son voyage autour de la terre[1].
- 6 mars : l'expédition de Magellan parvient en vue de Guam aux Mariannes[2].
- 16 mars : l'expédition de Magellan débarque sur l’île d'Homonhon sud-est de Samar aux Philippines[2].
- 28 mars : le malais Enrique, serviteur de Magellan, reconnait sa langue maternelle parlée sur de la petite île de Limasawa, entre l'île Leyte et l'île de Mindanao aux Philippines ; il devient le premier homme à réaliser un tour du monde[2].
- 2 mai : La Concepción, l'un des navires de l'expédition de  Magellan est brûlée devant l’île de Bohol aux Philippines[2].
- 8 novembre : l'expédition de Magellan atteint Tidore aux Moluques[2].
- 21 décembre : La Victoria, navire de l'expédition de  Magellan, quitte les Moluques[2].

## Publications
- Jacopo Berengario da Carpi : Commentaria cum amplissimus additionibus super anatomiam Mundini, Bologne, Hyeronimum de Benedictis, 1521. Premier traité d'anatomie imprimé comportant des illustrations.

## Naissances
- 19 août : Lodovico Guicciardini (mort en 1589), écrivain, historien, géographe et mathématicien italien.

- Valentin Mennher (mort vers 1571), mathématicien allemand.

## Décès

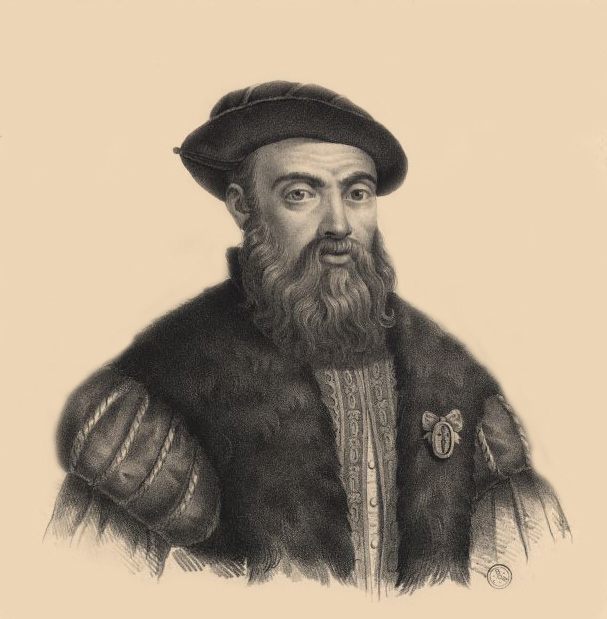
Fernand de Magellan

- 27 avril : Fernand de Magellan (né vers 1480), navigateur et explorateur portugais.

- 8 juillet : Jorge Álvares, explorateur portugais.

- Francisco Serrão, explorateur portugais.